# Frankie Faison
Frankie Russel Faison (* 10. červen 1949, Newport News, Virginie, USA) je americký herec.

## Počátky
Narodil se do rodiny Carmeny a Edgara Faisonových. Studoval drama na Illinois Wesleyan University, na které později dostal čestný doktorát. Studoval také na New York University.

## Kariéra
Před kamerou se poprvé objevil v roce 1974 v seriálu Great Performances. Světově známým se stal díky filmové trilogii o doktoru Hannibalu Lecterovi, kde ve všech třech filmových zpracováních s Anthonym Hopkinsem hrál roli ošetřovatele Barneyho. Toho si zahrál i v první verzi snímku Červený drak. Českým divákům pak může být znám z několika dalších úspěšných celovečerních filmů. K těm nejznámějším patří snímky jako Cesta do Ameriky, Aféra Thomase Crowna, V dobré společnosti nebo Moje borůvkové noci.
Objevil se také v jedné z hlavních rolí seriálů jako The Wire – Špína Baltimoru nebo Lovná zvěř.

## Ocenění
Spolu s hereckými kolegy z filmu Třináct rozhovorů o tomtéž získal v roce 2003 ocenění FFCC Award.

## Osobní život
Od roku 1988 je ženatý s Jane Mandel. Mají spolu tři děti, jmenují se Blake, Amanda a Rachel.

## Vybraná filmografie

### Filmy
- 1980 – Trvalá dovolená
- 1981 – Ragtime
- 1982 – Techtle mechtle, Kočičí lidé
- 1984 – Exterminator 2
- 1986 – Červený drak, Dům za všechny peníze, Vzpoura strojů
- 1988 – Hořící Mississippi, Cesta do Ameriky
- 1989 – Jednej správně
- 1990 – Betsyina svatba
- 1991 – Město naděje, Mlčení jehňátek
- 1992 – Freejack
- 1993 – Prachy za nic, Návrat Sommersbyho
- 1994 – Zbožňuju trable
- 1995 – Nikdo není sám
- 1996 – Zločin z vášně, Na konci sil, Matka noc, Blbouni, Albino Alligator
- 1997 – Podezřelý
- 1999 – Já a táta, Bez dechu, Aféra Thomase Crowna
- 2000 – Balík peněz
- 2001 – Zpátky na zem, Třináct rozhovorů o tomtéž, Hannibal
- 2002 – Showtime, Červený drak
- 2003 – Bohové a generálové
- 2004 – V dobré společnosti, Smrt na dálnici, Někdo to rád blond
- 2007 – Moje borůvkové noci
- 2009 – Upírův pomocník, Kolotočáři, Dům v temnotách, Adam
- 2011 – Starostka z cukrárny
- 2012 – Kovbojky a andělé

### Televizní filmy
- 1995 – Časožrouti
- 2001 – Veselé Vánoce, Santa Clausi
- 2005 – Dáma s kaméliemi

### Televizní seriály
- 1990 – Zákon a pořádek, True Colors
- 1998 – Lovná zvěř
- 2002 – The Wire – Špína Baltimoru
- 2009 – One Life to Live, Chirurgové
- 2010 – Dobrá manželka
- 2013 – Banshee